# Asplundia lutea
Asplundia lutea är en enhjärtbladig växtart som beskrevs av Gunnar Wilhelm Harling. Asplundia lutea ingår i släktet Asplundia och familjen Cyclanthaceae. IUCN kategoriserar arten globalt som akut hotad. Inga underarter finns listade.